# Falcon Heights (Minnesota)
Falcon Heights ist eine Stadt im Ramsey County in Minnesota, Vereinigte Staaten. Das U.S. Census Bureau hat bei der Volkszählung 2020 eine Einwohnerzahl von 5.369 ermittelt. Falcon Heights wurde 1973 als City eingetragen.
In Falcon Heights befindet sich der Campus der University of Minnesota von St. Paul, ein Golfplatz, das Gelände der Minnesota State Fair und das Gibbs Museum of Pioneer and Dakotah Life.
Der damalige Vizepräsident Theodore Roosevelt hielt hier am 2. September 1901 eine Rede anlässlich der Minnesota State Fair, in der er das afrikanische Sprichwort Speak softly and carry a big stick, and you will go far (etwa Sprich sanft und trage einen großen Knüppel und du wirst weit kommen.) gebrauchte, das später seiner Außenpolitik unter dem Namen Big Stick gab. Roosevelt wurde nur zwei Wochen später nach dem Attentat auf William McKinley Präsident der Vereinigten Staaten.

## Geografie
Nach den Angaben des United States Census Bureaus hat die Stadt eine Fläche von 5,8 km², alles davon entfällt auf Land.
Minnesota State Route 51, die Snelling Avenue, führt als Hauptstraße durch das Stadtgebiet.
Die Nachbarorte von Falcon Heights sind im Westen Lauderdale, St. Paul im Süden sowie Roseville im Norden und Osten.

## Demografische Daten
Zum Zeitpunkt des United States Census 2000 bewohnten 5572 Personen die Stadt. Die Bevölkerungsdichte betrug 960,4 Personen pro km². Es gab 2136 Wohneinheiten, durchschnittlich 368,2 pro km². Die Bevölkerung von Falcon Heights bestand zu 77,66 % aus Weißen, 3,36 % Schwarzen oder African American, 0,43 % Native American, 14,95 % Asian, 0,13 % Pacific Islander, 1,33 % gaben an, anderen Rassen anzugehören und 2,15 % nannten zwei oder mehr Rassen. 3,09 % der Bevölkerung erklärten, Hispanos oder Latinos jeglicher Rasse zu sein.
Die Bewohner verteilten sich auf 2103 Haushalte, von denen in 32,6 % Kinder unter 18 Jahren lebten. 58,9 % der Haushalte stellten Verheiratete, 7,2 % hatten einen weiblichen Haushaltsvorstand ohne Ehemann und 31,8 % bildeten keine Familien. 25,6 % der Haushalte bestanden aus Einzelpersonen und in 8,8 % aller Haushalte lebte jemand im Alter von 65 Jahren oder mehr alleine. Die durchschnittliche Haushaltsgröße betrug 2,41 und die durchschnittliche Familiengröße 2,91 Personen.
Die Stadtbevölkerung verteilte sich auf 21,5 % Minderjährige, 17,0 % 18–24-Jährige, 32,1 % 25–44-Jährige, 17,3 % 45–64-Jährige und 12,2 % im Alter von 65 Jahren oder mehr. Das Durchschnittsalter betrug 31 Jahre. Auf jeweils 100 Frauen entfielen 92,7 Männer. Bei den über 18-Jährigen entfielen auf 100 Frauen 88,7 Männer.
Das mittlere Haushaltseinkommen in Falcon Heights betrug 51.382 US-Dollar und das mittlere Familieneinkommen erreichte die Höhe von 59.415 US-Dollar. Das Durchschnittseinkommen der Männer betrug 43.693 US-Dollar, gegenüber 34.757 US-Dollar bei den Frauen. Das Pro-Kopf-Einkommen in Falcon Heights war 25.370 US-Dollar. 9,6 % der Bevölkerung und 8,8 % der Familien hatten ein Einkommen unterhalb der Armutsgrenze, davon waren 13,4 % der Minderjährigen und 5,2 % der Altersgruppe 65 Jahre und mehr betroffen.

## Bildung
Falcon Heights gehört zum Roseville Area School District; die einzige Schule im Stadtgebiet ist die Falcon Heights Elementary School.
Aufgrund der Staatsuniversität gehört Falcon Heights zu den Städten in den Vereinigten Staaten mit dem höchsten Anteil an Studienabsolventen. 70,3 % der Einwohner haben mindestens einen Hochschulabschluss in Geisteswissenschaften.